# Theo Heemskerk
Theodorus "Theo" Heemskerk, född 20 juli 1852 i Amsterdam, död 12 juni 1932 i Utrecht, var en nederländsk politiker. Han var son till Jan Heemskerk.
Heemskerk blev 1876 advokat i Amsterdam och valdes 1888 till ledamot av Generalstaternas andra kammare där han efter Abraham Kuyper blev det reformerta Antirevolutionära partiets ledare. Han var under perioden februari 1908 till juni 1913 ministerpresident och inrikesminister. I egenskap av detta införde han 1913 en lag om obligatorisk ålderdoms- och invaliditetsförsäkring samt tog initiativ till förarbeten till en ny författningsreform. Hans avgång föranleddes av vänsterpartiernas seger vid valen 1913. Han var justitieminister i Charles Ruijs de Beerenbroucks ministärer 1918–22 och 1922–25. 